# Nicholas Brown (pirate)
Pour les articles homonymes, voir Nicholas Brown et Brown.
Nicholas Brown (fl. 1717-1726 et mort en 1726), parfois Nicolas Brown, surnommé « le Grand Pirate », est un pirate anglais actif au large des côtes de la Jamaïque au début du XVIIIe siècle.

## Histoire
Brown fait partie d'un grand groupe de pirates qui acceptent le pardon offert aux pirates par le roi George en 1717-1718. Comme plusieurs autres pirates, il retourne rapidement à la piraterie, puis se soumet aux Espagnols à Cuba avant de naviguer à leur service depuis le port de Trinidad. En 1722, le gouverneur de la Jamaïque, Nicholas Lawes, écrit aux magistrats espagnols de Trinidad pour lui demander : « satisfaction de votre part pour tant de vols notoires que votre population a récemment commis sur les sujets royaux de cette île ; en particulier par ces traîtres, Nicolas Brown et Christopher Winter, à qui vous avez accordé votre protection. »
En 1723, Brown capture un navire anglais près d'Hispaniola avec plus de 300 esclaves à bord. Il laisse le capitaine et l'équipage partir sur un radeau et amène le navire à Baracoa, Cuba. Brown paye alors un autre marin pour prétendre être le capitaine du navire afin qu'il puisse faire saisir et vendre le navire ainsi que les esclaves comme une prise légale par les fonctionnaires espagnols de Baracoa.
Brown est finalement rattrapé et vaincu au combat par le chasseur de pirates et ancien camarade de classe John Drudge en novembre 1726. Il meurt des blessures qu'il a reçues au cours de ce combat. Drudge fait décapiter le corps de Brown et conserve sa tête dans du rhum afin de récupérer la récompense de 500 livres offerte par le gouvernement jamaïcain.